# Óbodrog
Óbodrog (románul: Bodrogu Vechi, szerbül: Стари Бодрог) falu  Romániában, Arad megyében.

## Fekvése
Aradtól 12 km-re nyugatra, a Maros jobb partján fekszik.

## A kolostor története
A falu román ortodox kolostora mellett alakult ki, de mára elnéptelenedett. A kolostor 1843-ig a Maros szigetén állt, akkor az áradásokat követő szabályozásnak köszönhetően a jobb partra került.
Első, bencés kolostorát III. Béla 1405-ös másolatban fennmaradt, 1177-es oklevele említi először, Hodust alakban. 1233-ból azt is tudjuk, hogy sótömbök formájában rendszeres királyi adományban részesült. Védőszentje 1278-ban Péter apostol, patrónusa Pál szörényi bán volt. Mivel 1293-ban már nem létezett, feltételezik, hogy a kunok lázadása idején pusztult el.
Bár a második, immár ortodox kolostor alapításának idejét biztosan nem ismerjük, de valószínű, hogy nem volt folytonosság a bencés és az ortodox kolostor között. A szerb egyházi hagyomány szerint Jaksics Demeter alapította 1498-ban, de 1775-ben egy hivatalos jelentés alapítását Luxemburgi Zsigmond uralkodásának idejére teszi, templomát pedig a szerbiai stiláris párhuzamok alapján a 15. század első felében építhették. Külső északi falán a 19. század végén még látható volt egy, az 1523-as évre utaló felirat. A helyi hagyomány egy újraalapításról is tud, amely azután esett, hogy egy bika kitúrt a földből egy régi ikont. A kolostor előbb Bodrog (Bodruch, 1422), majd az első kolostor Hodosmonostora neve után, 1784-től Hodos-Bodrog néven vált ismertté, és románul máig ezt a nevet viseli. Több évszázadon át szerb kalugyerek lakták, 1567-ben két szerzetest írtak össze benne. 1716-ban Savoyai Jenő erőddé alakította. Ötven éven keresztül császári csapatok állomásoztak benne, és csak 1766-ban adták vissza a funkcióját vesztett erődöt a szerzeteseknek. A kolostor 1771-es összeírása szerint akkor tizenkét szerzetes lakta. Közülük kettő volt aradi, kettő szerémségi, egy Arad vármegyei, egy szegedi és egy világosi szerb, két erdélyi román, egy Szatmár vármegyei ruszin, egy macedóniai és egy albániai születésű. 1774-ben 696 hold szántóföld, 626 hold erdő és 441 juh tartozott hozzá. 1887-ben az elhunyt szerb sztarec helyére Ioan Mețianu püspök a román Augustin Hamseát nevezte ki, aki bevezette a román liturgiát. Az 1900-as években a román ortodox egyház egyetlen kolostora volt a szűkebb Magyarország területén, mert a Bánát románok lakta részén fekvő kolostorok a szerb ortodox egyházhoz tartoztak. 1914-ben öt, a 2000-es években 25 szerzetes lakta. A falu temploma 1937-ben készült el, ezzel egyházilag levált a kolostorról. Az 1970-es és 1975-ös áradást követően hagyta el lakossága.

## Lakossága
- 1910-ben 388, ortodox vallású lakosából 387 volt román anyanyelvű.
- 2002-ben 13 lakosából 12 volt román és egy magyar nemzetiségű; 11 ortodox és két római katolikus vallású.

## Látnivalók
- A kolostor régi, három karéjos alaprajzú temploma valószínűleg a 15. század első felében épült. Belsejét a Nikodém diakónus által 1658-ban készített freskók díszítik, amelyeket 2009–2010-ben restauráltak. A templomot az 1900-as évekig három oldalról emeletes épületek vették körül. Mai lakó- és fogadóépületei akkor épültek.